# باتريسيا روث شوارتز
باتريسيا روث شوارتز (بالإنجليزية: Patricia Roth Schwartz) هي كاتِبة وشاعرة أمريكية، ولدت في 12 أكتوبر 1946.